# Chingy
Chingy, artiestennaam van Howard Bailey Jr. (St. Louis, Missouri, 9 maart 1980), is een Amerikaanse rapper. Hij werd in 2003 bekend met zijn debuutalbum Jackpot. Intussen heeft hij 4 albums uitgebracht en heeft hij samengewerkt met onder andere Snoop Dogg, Ludacris en Janet Jackson.

## Biografie
Chingy (echte naam Howard Bailey Jr.) groeide op in het middenwesten van de Verenigde Staten (St. Louis). Chingy had zijn doorbraak toen rapper Ludacris en zijn manager Chaka Zulu hem contracteerden. Met dit platenlabel (Disturbing the Peace) bracht hij zijn eerste single "Right Thurr" uit. Deze plaat werd een groot succes in de Verenigde Staten. Aansluitend bracht Chingy zijn debuutalbum Jackpot uit. Dit album bereikte de platina-status in de Verenigde Staten. De tweede en derde single van het album waren respectievelijk "Holidae In" (met Snoop Dogg en Ludacris) en "One Call Away". In 2004 is Chingy ook te horen in de hit "I Like That" van rapper Houston.
Het tweede album Powerballin' komt uit in eind 2004 uit. Het bevat de singles "Balla Baby" en "Don’t Worry" (met Janet Jackson). Powerballin' heeft minder succes dan zijn voorganger, maar levert hem opnieuw een platina plaat in de Verenigde Staten. Het derde album Hoodstar is uitgebracht in september 2006. Op dit album werkt Chingy onder andere samen met Timbaland en Jermaine Dupri. Ook richt Chingy in 2006 zijn eigen platenlabel op: Slot-A-Lot. De eerste artiest die zich met het platenlabel verbindt, is zijn neef Spiffy.
Buiten de muziek om heeft Chingy zijn eigen stichting: The Chingy For Change Foundation. Deze stichting helpt kansarme kinderen door activiteiten te organiseren. Ook heeft Chingy samen met zijn zus Ziggy een eigen kledinglijn, genaamd Pink Money. Deze lijn is alleen voor vrouwen.

## Discografie
| Album informatie |
| --- |
| Jackpot - uitgebracht: 15 juli 2003 - plaats op de hitlijst: - RIAA certificatie: 2x Platinum - Singles: "Right Thurr", "Holidae In", "One Call Away"    |
| Powerballin' - uitgebracht: 16 november 2004 - plaats op de hitlijst: #10 US - RIAA certificatie: Platinum - Singles: "Balla Baby", "Don’t Worry"        |
| Hoodstar - uitgebracht: 19 september 2006 - plaats op de hitlijst: #8 US - RIAA certificatie: Goud - Singles: "Pullin’ Me Back", "Dem Jeans", "Paperman" |

### Singles
| Single met eventuele hitnotering(en) in de Nederlandse Top 40 | Datum van verschijnen | Datum van binnenkomst | Hoogste positie | Aantal weken | Opmerkingen                |
| ------------------------------------------------------------- | --------------------- | --------------------- | --------------- | ------------ | -------------------------- |
| Right Thurr                                                   |                       | 25-10-2003            | 27              | 2            |                            |
| Holidae In                                                    |                       | 21-2-2004             |                 |              | met Snoop Dogg en Ludacris |
| One Call Away                                                 |                       | 15-5-2004             |                 |              | met J-Weav                 |
| Balla Baby                                                    |                       | 6-11-2004             |                 |              |                            |
| Don’t Worry                                                   |                       | 26-4-2005             |                 |              | met Janet Jackson          |
| Pullin’ Me Back                                               |                       | 16-9-2006             |                 |              | met Tyrese                 |
| Dem Jeans                                                     |                       | 18-11-2006            |                 |              | met Jermaine Dupri         |